# Алберто Сантос Думон
Алберто Сантос Думон (порт. Alberto Santos-Dumont; Палмира, 20. јул 1873 — Гваружа, 23. јул 1932) је био бразилски проналазач и пионир авијације. Живео је углавном у Француској, одакле му је потекао отац. Конструисао је више ваздушних балона помоћу којих је летео. Године 1906. извео је први лет моторним авионом у историји. Био је први пилот који је летео балоном, дирижаблом и авионом.